# 張譯文
張譯文（1996年5月16日—），原名張祐菁，臺灣女子籃球運動員，場上位置為大前锋，現效力於台電女籃。張譯文生於臺中，國中時期因為學校沒有籃球校隊只能在鬥牛場打籃球，高中在體育老師的建議下前往苗栗就讀苗栗高商，並開始接受正規籃球訓練，大學回到家鄉臺中就讀國立臺灣體育運動大學，2018年大學畢業後加盟台電女籃。

## 外部連結
- 張譯文在fiba.basketball（英语）
- 張譯文在archive.fiba.com（archived）（英语）
- 張譯文在Eurobasket.com（球員）（英语）
- 張譯文在Eurobasket.com（球員）（英语）